# Gmina Luftinjë
Gmina Luftinjë (alb. Komuna Luftinjë) – dawna gmina położona w południowej części Albanii. Administracyjnie należała do okręgu Tepelena w obwodzie Gjirokastra. W 2011 roku populacja gminy wynosiła 1734 osoby, w tym 803 kobiety oraz 931 mężczyzn. 
W skład gminy wchodziło czternaście miejscowości: Luftinje, Luftinje e Sipërme, Rrapaj, Rabie, Gllavë e Vogël, Maricaj, Arrëz e Madhe, Vagalat, Tosk Martalloz, Dervishaj, Zhapokikë, Zhapokikë e Sipërme, Ballaj oraz Luadhaj.

## Klimat
Średnia temperatura wynosi 12 °C. Najcieplejszym miesiącem jest lipiec (26 °C), a najzimniejszym luty (4 °C). Średnia suma opadów wynosi 1501 milimetrów rocznie. Najbardziej wilgotnym miesiącem jest luty (210 milimetrów opadów), a najbardziej suchym sierpień (24 milimetry opadów).